# إريك بويي
إريك بويي (بالدنماركية: Erik Boye) هو مدرب كرة قدم ولاعب كرة قدم دنماركي، ولد في 7 فبراير 1964 في الدنمارك في مملكة الدنمارك. لعب مع آرهوس جمناستيك فورينينغ ونادي فايله.

## وصلات خارجية
- إريك بويي على موقع قاعدة بيانات كرة القدم.إي يو (الإنجليزية)
- إريك بويي على موقع عالم كرة القدم.نت (الإنجليزية)